# Samuel Nassy
Samuel Cohen Nassy (? - Amsterdam, 4 mei 1701) was een vooraanstaand lid van de Joodse gemeenschap in Suriname in de tweede helft van de 17e eeuw. Hij was plantage-eigenaar en koopman. Om de kolonie te voorzien van slaafgemaakte Afrikanen, goederen en proviand voeren zijn schepen tussen Amsterdam, West-Afrika, Paramaribo en de Noord-Amerikaanse kust. Nassy stichtte de Jodensavanne, was jurator en burgerkapitein. Hij had grote politieke invloed en speelde een belangrijke rol bij de ontwikkeling van de Surinaamse kolonie. Vanwege zijn religieuze achtergrond was hij echter uitgesloten van formele bestuursfuncties.

## Afkomst en vestiging in Suriname
De vader van Samuel Nassy was David Cohen Nassy (Lissabon, 1612 - Paramaribo, 1685). David Nassy had in 1659 van de West-Indische Compagnie (WIC) toestemming gekregen om samen met enkele andere joodse families een Nederlandse kolonie te stichten in Cayenne. De kolonisten werden in 1664 door de Franse troepen verjaagd en vestigden zich in Suriname bij de Cassiporakreek of tussen de joodse kolonisten die zich eerder hadden gevestigd in Thorarica.

## Jodensavanne en de Joodse natie

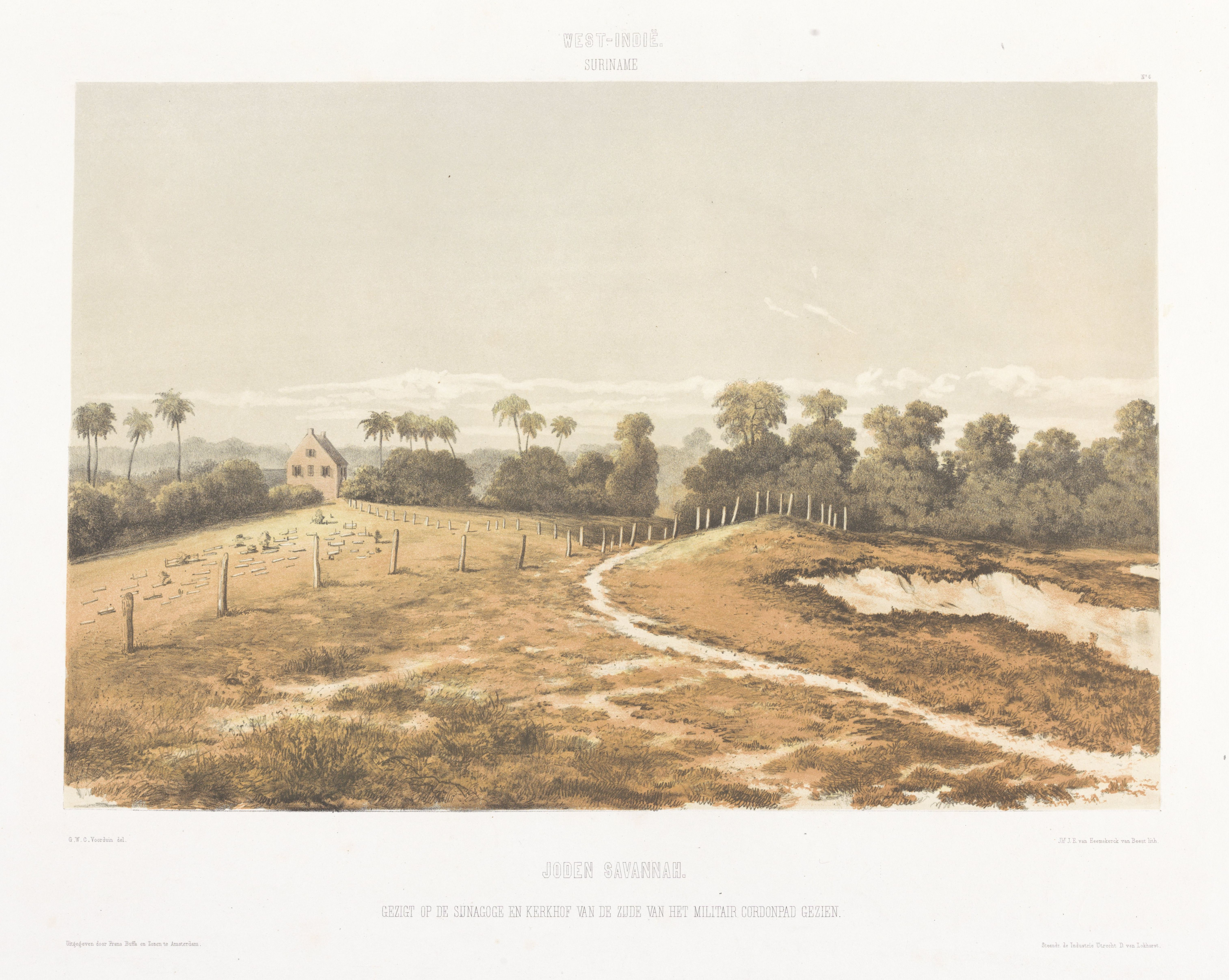
Gezicht op de synagoge en het kerkhof, gezien vanaf het Cordonpad, door Gerard Voorduin en Jacob Eduard van Heemskerck van Beest (1860-1862)

Samuel Nassy was eigenaar van de plantages Ornamibo en Jodensavanne. Jodensavanne was een aantrekkelijke vestigingsplek voor joodse kolonisten. Mede door de activiteiten van Samuel Nassy groeide de plaats uit tot het centrum van de joodse gemeenschap in Suriname. Die gemeenschap werd in de kolonie aangeduid met Joodse natie. Veel joodse kolonisten verlieten hun vestigingen bij de Casasiporakreek en Thorarica en verhuisden naar Jodensavanne.
In mei 1677 stichtte Nassy Hets-Haim (Boom des Levens), een huis van opvoedinge voor de kinderen van de bewoners van Jodensavanne. De instandhouding van de school werd verzekerd door de oprichting van een broederschap. In 1682 schonk Nassy geld en grond voor de bouw van een  synagoge. De synagoge werd in 1685 ingewijd en kreeg de naam Beracha Ve Shalom (Zegen en Vrede). Bij de inwijding schonk hij 25 akkers (ca. 10 ha) rondom de synagoge aan de Joodse natie.
Het gouvernement benoemde Samuel Nassy op 3 mei 1684 tot jurator (gezworene) van de Joodse natie. Hij was daarmee de eerste Joodse notaris op het westelijk halfrond.
In  1689 had Nassy voor opschudding gezorgd in de joodse gemeenschap door [in]breuken tegens der Joden ceremoniën. Het ging hierbij om de hervormingen die hij wilde doorvoeren met betrekking tot het grote aantal joodse feestdagen. De joodse gemeenschap was hierover verdeeld en de onderlinge ruzies leidden tot ongeregeldheden en vechtpartijen. Er moest een schrijven van het Amsterdamsche Rabbinaat aan te pas komen om de gemoederen tot bedaren te brengen.
Uit naam van de Heeren Eigenaars in Holland ondertekende gouverneur Johan van Scharphuizen in 1691 een grondbrief waarmee 100 akkers werden toegevoegd aan de Jodensavanne. Nassy sloot zich hierbij aan en schonk wederom 25 akkers aan de Joodse natie. De bedoeling van het gouvernement was om welgestelde joodse kolonisten over te halen om zich in Suriname te vestigen.
De Joodse natie maakte in 1695 bezwaar tegen een voorstel van Van Scharphuizen en de Politieke Raad voor een inschrijving die bestemd was voor de oprichting van een ziekenhuis in Paramaribo. Zij tekenden aan dat zij al voor 64.000 pond suiker per jaar werden aangeslagen voor het onderhoud van de kerk, schoolmeesters, armen en weeskinderen. De raad hield voet bij stuk en uiteindelijk schreef de Joodse natie in voor 25.905 pond suiker. De bijdrage van Samuel Nassy hierin was 2000 pond.
De ontheffing van het verbod om op zondag te werken was een van de privileges van de joodse gemeenschap. Het doorbreken van de zondagsrust wekte wrevel op bij de christelijke inwoners van de kolonie. Van Scharphuizen probeerde om de zondagsrust af te dwingen, maar hij moest daarvan afzien nadat Manuel de Belmonte en Samuel Nassy in 1695 een klacht hadden ingediend bij de directeuren van de WIC. Pas in 1718 werd het aan joden verboden om op zondag een winkel te openen ofte eenig ander werk te doen, dat aan die van onse religie eenige ergernisse soude kunnen geeven.

## Koopman

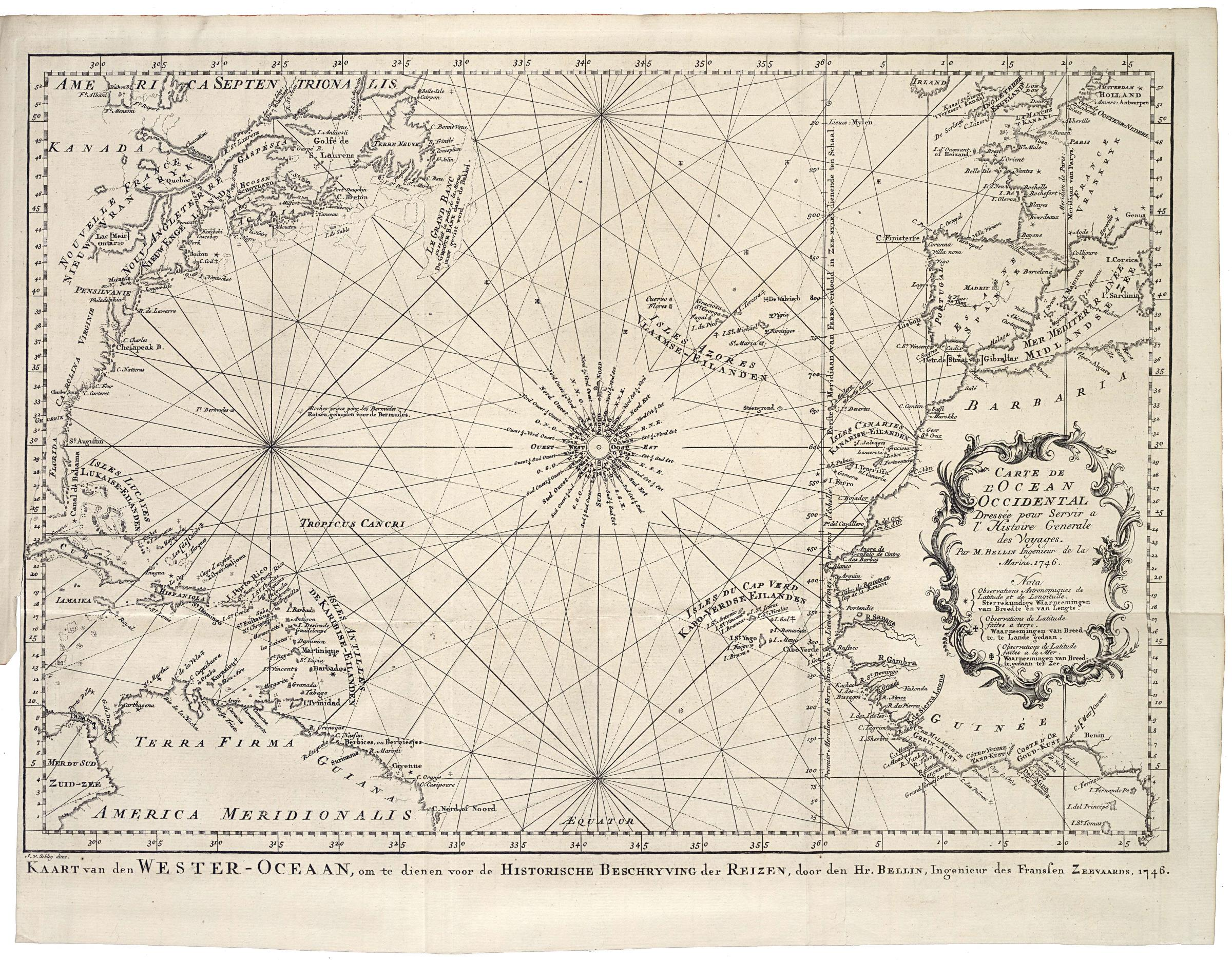
Kaart van de Atlantische Oceaan (Jacques-Nicolas Bellin, 1746)

Barbados was de belangrijkste handelspartner van Suriname in het Caribisch gebied in 1667. Na de verovering van Suriname probeerden de Staten van Zeeland, de eigenaar van de kolonie, de rechtstreekse handel tussen de twee concurrerende kolonies te verhinderen, maar in Suriname was er in die periode dringend behoefte aan goederen waarvan de import uit Europa te veel tijd zou vergen. Samuel Nassy speelde in op de behoeften en zette een handelslijn op met Luis Dias, die vanuit  Barbados opereerde.
In 1677 regelden Nassy en Dias de import van kalksteen uit Barbados in ruil voor hout uit Suriname. Gouverneur Johannes Heinsius en Samuel Nassy stuurden in 1679 een schip naar Cayenne om proviand, levensmiddelen en bouwmateriaal op te halen. Nassy breidde zijn handelsactiviteiten gestaag uit. Hij kocht enkele schepen en zette een verbinding op tussen Suriname, Curaçao en Nieuw-Nederland. In 1680 zeilde Nassy’s schip The Trent van New York naar Paramaribo en van daaruit naar Barbados. In 1686 werd het schip The Betty uitgerust voor een soortgelijke handelstocht.
De WIC bepaalde in 1682 dat handel en scheepvaart met Suriname alleen plaats mocht vinden met Hollandse schepen en met tussenkomst van de Republiek. Dat leverde ingewikkelde handelspatronen op maar leidde niet tot stilstand van handel. In februari 1683 importeerde Nassy 100 tot 150 paarden uit Nieuw-Nederland die nodig waren voor de aandrijving van de suikermolens in Suriname. Het schip werd daarna geladen met suiker en doorgestuurd naar Holland of Zeeland. Met de opbrengst van de suiker werden de paarden betaald.
Nassy verkreeg toestemming van de WIC voor deze transacties op voorspraak van gouverneur Cornelis van Aerssen van Sommelsdijck. Die schreef op 13 april 1684 een brief met de volgende aanbeveling: Hiernevens gaet de lijste van het geene de heer Samuel Nassy van de vrughten des landts mijn versoght heeft in sijnen naem aen UEd: Gro: Achtb. : te presentere, ick can UEd: Gro: Achtb: verclaeren geen bequamer, verstandiger, ende redelijcker man inde colonie te hebben gevonden, Jodenschap apart. Hiernevens gaet nogh eene memorie wegens eene propositie van de bevrachtinge van sijn schip, mijns oordeels redelijck in alle manieren, dogh submittere mijn aen haere Ed: Gro: Achtb: haere ad vij sen in dat suiect, als in het geene sij sullen gelieven goet te vinden.

## Burgerkapitein
Drie joodse inwoners, waaronder Samuel Nassy, werden 1677 benoemd in den burgerlijken krijgsraad. De burgermilities waren opgericht in aanvulling op de beperkte militaire slagkracht van het gouvernement en werden ingezet om de plantages te verdedigen tegen overvallen van inheemse groeperingen en marrons. Een jaar later werd Nassy gecommitteerd om de rebellige weggeloopen negers te verjagen, te vangen ende ten onder te brengen.
De inheemse volken (Arowakken, Karaïben, Warau) sloten in 1677 een coalitie om de kolonisten en hun bestuur met geweld uit Suriname te verdrijven. De inheemse oorlog begon in 1678 en zou tot 1686 voortduren. De inheemse strijdmacht overviel plantages, verjaagde of vermoordde de Europese kolonisten, vernielde suikermolens en stak gebouwen en gewassen in brand. De Afrikaanse slaafgemaakten maakten van de onrust gebruik om de plantages te ontvluchten. Nassy meldde in januari 1679 aan het gouvernement dat er honderd slaafgemaakten waren weggelopen van de plantages aan de Surinamerivier.
Samuel Nassy sprak enkele inheemse talen en was een belangrijke schakel in de communicatie tussen het gouvernement en de inheemse bevolking. In een verslag, waarschijnlijk geschreven als bijlage bij een brief die naar de Republiek werd gestuurd, wordt de diplomatieke rol beschreven die Samuel Nassy en Jan van Ruyven, een lid van de Politieke Raad, speelden in de strijd met de inheemsen. Nassy bracht in 1679 vijf dagen door bij de Arowakken en probeerde hen ervan te overtuigen om de Karaïben aan te vallen.
In 1680 schreef Samuel Nassy een brief aan gouverneur Heinsius over de manier waarop de kolonie omging met de marrons die tijdens expedities in het binnenland werden opgespoord. Gebruikelijk was om de 'weglopers' te doden of om ze terug te plaatsen op de plantages. Nassy stelde aan Heinsius voor om ze te verkopen aan Barbados. Dat was financieel voordelig voor de plantage-eigenaren en daarmee werd voorkomen dat zij andere slaafgemaakten konden overhalen om de plantages te ontvluchten.

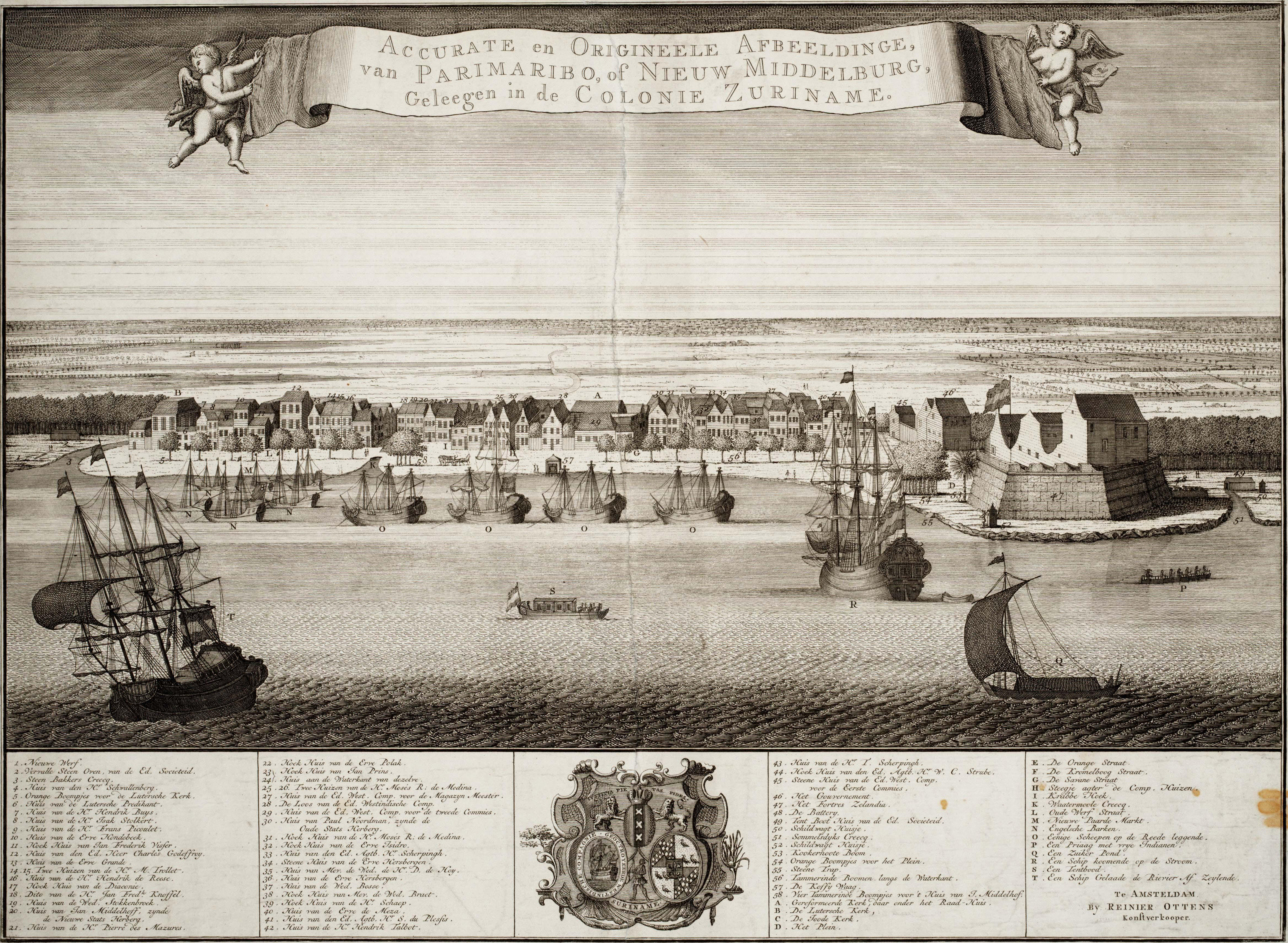
Zicht op Paramaribo (Reinier Ottens, tussen 1726 en 1766)

Ongeveer tweehonderd soldaten kwamen in 1688 in opstand. De belangrijkste redenen hiervoor waren de slechte voedselvoorziening en de lange werktijden. Van Aerssen van Sommelsdijck probeerde de muiterij te doorbreken en werd bij die poging doodgeschoten. De opstandige militairen bezetten Fort Zeelandia en maakten zich meester van het slavenschip van de WIC, De Salamander. De beëindiging van de opstand is mede te danken aan het optreden van Nassy en de inzet van twee schepen die tot zijn vloot behoorden, de Sara en de Samuel. De elf soldaten die verantwoordelijk werden gehouden voor de moord op Van Aerssen van Sommelsdijck werden ter dood veroordeeld.
Jean du Casse, een Franse admiraal en boekanier had van de Franse regering opdracht gekregen om Suriname te veroveren. Met zijn schip Le Hasardeux en met drie andere bewapende schepen viel hij in juni 1689 Fort Zeelandia aan. François van Aerssen van Sommelsdijck, die op dat moment in Suriname verbleef om de zaken na de dood van zijn vader af te wikkelen, nam onmiddellijk maatregelen. Het geschut op Zeelandia werd in staat van paraatheid gebracht en 250 soldaten en 231 burgers werden opgeroepen om de kolonie te verdedigen. 84 Joodse burgers stonden onder het bevel van kapitein Samuel Nassy, 69 anderen onder bevel van Lucas Coudrie en 78 onder kapitein Swart. De verdediging had succes. De kanonnen brachten zware schade toe aan de schepen en in de nacht van 11 mei droop het eskader af.

## Handel in slaafgemaakten

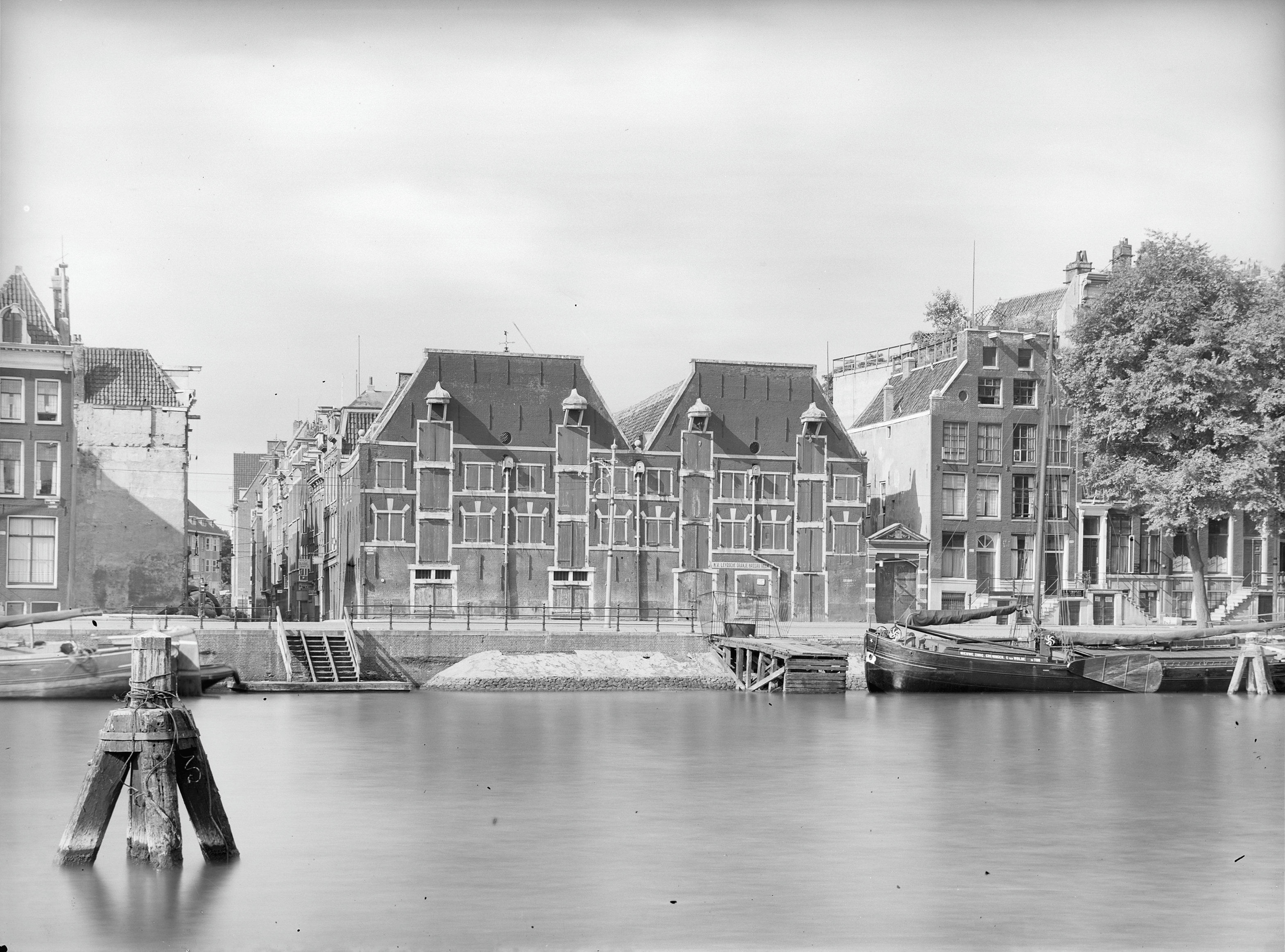
Pakhuizen van de WIC in Amsterdam (1934)

In 1684 nam Samuel Nassy contact op met de directeuren van de Geoctroyeerde Sociëteit van Suriname. Hij stelde voor om een slaventransport naar de kolonie te organiseren. De vrachtprijs zou 55 gulden per slaafgemaakte bedragen. Daarnaast bood hij aan om een retourzending met zijn schip Sara te organiseren.  De Sociëteit hoefde niets te betalen voor de pakhuizen waar de goederen verzameld zouden worden. De directeuren sloegen het voorstel af omdat de WIC hen niet toestond om handel te drijven op de kust van Afrika, ook niet via een particuliere ondernemer.
Vanaf 1688 begon de WIC met het sluiten van overeenkomsten met individuele plantage-eigenaren om hun transporten te organiseren. In 1691 of 1692 sloot Nassy een groot contract met de WIC over de levering van vijfhonderd slaafgemaakten. De slaafgemaakten zouden worden gekocht in Angola en hadden een marktwaarde van 210 gulden per slaafgemaakte. In het contract werd bepaald dat de eerste 125 slaafgemaakten van elk transport voor Nassy bestemd waren. Het was een uitzonderlijke en lucratieve afspraak. Nassy had bij iedere zending de eerste keus en verkocht de door hem geselecteerde slaafgemaakten door aan de plantages.

## Vertrek naar Amsterdam
In 1694 besloot Nassy om de kolonie te verlaten en zich in Amsterdam te vestigen om daar in ruste het genot van zyne goederen te hebben, die, ondanks alle de geleeden verliezen, nog onmeetelyk groot waren.
. 
De belangrijkste reden voor zijn vertrek was zijn slechte verstandhouding met gouverneur Johan van Scharphuizen. Nassy had wellicht gehoopt om te worden benoemd tot gouverneur. Zijn optreden tijdens de muiterij in 1688 en de aanval van Du Casse in 1689 had zijn aanzien in de kolonie verstrekt. Maar zijn Joodse identiteit was een belemmering en de Sociëteit benoemde Johan van Scharphuizen als opvolger van Van Aerssen van Sommelsdijck.
Nassy heeft daarop geprobeerd de positie van Van Scharphuizen te ondermijnen. Hij ondersteunde het ongenoegen in de Joodse natie over de opstelling van de gouverneur inzake de zondagsrust en de wijze waarop hij de joodse gemeenschap min of meer had gedwongen om bij te dragen aan de bouw van het gasthuis in 1695. Ook heeft Nassy het corruptieschandaal rondom Van Scharphuizen aangewakkerd. Van Scharphuizen had geprofiteerd van verkoop van slaafgemaakten die in de kolonie waren afgeleverd, zonder de vereiste toestemming van de WIC. Scharphuizen had nagelaten de aankomst te melden aan de bestuurders van de Sociëteit. Nassy heeft dit, samen met Manuel de Belmonte, breed uitgemeten en zij zouden hiermee uiteindelijk het ontslag van Van Scharphuizen hebben weten te bewerkstelligen.

## Manumissie
In zijn testament had Nassy bepaald dat de slaafgemaakte Judith, die met hem meeverhuisd was naar Amsterdam, na zijn overlijden vrijgemaakt zou worden. Op zijn sterfbed vroeg Judith om ook haar zoon Siro de vrijheid te geven. Nassy stemde hiermee in. De andere slaafgemaakten werden na zijn overlijden eigendom van zijn erfgenamen.